# Húrláb
A húrláb (láb, stég, híd) a húros hangszerek fontos része. Hármas feladatot lát el:
1. Meghatározza, rögzíti a húr egyik akusztikai végpontját, rezgési csomópontját. (A másik végpontot a szemöldök jelöli ki.)
2. Meghatározza, rögzíti a húrok térbeli helyzetét, hogy egymástól, és a fogólaptól való távolságuk játéktechnikai szempontból megfelelő legyen.
3. Akusztikai csatolást létesít a húrok és a hangszertető, tehát a hangszertest között, hogy az a hangot felerősítve a térbe kisugározhassa. Elektronikus erősítésű húros hangszerek esetén ez utóbbinak természetesen nincs jelentősége.

## Fajtái

### Vonósok

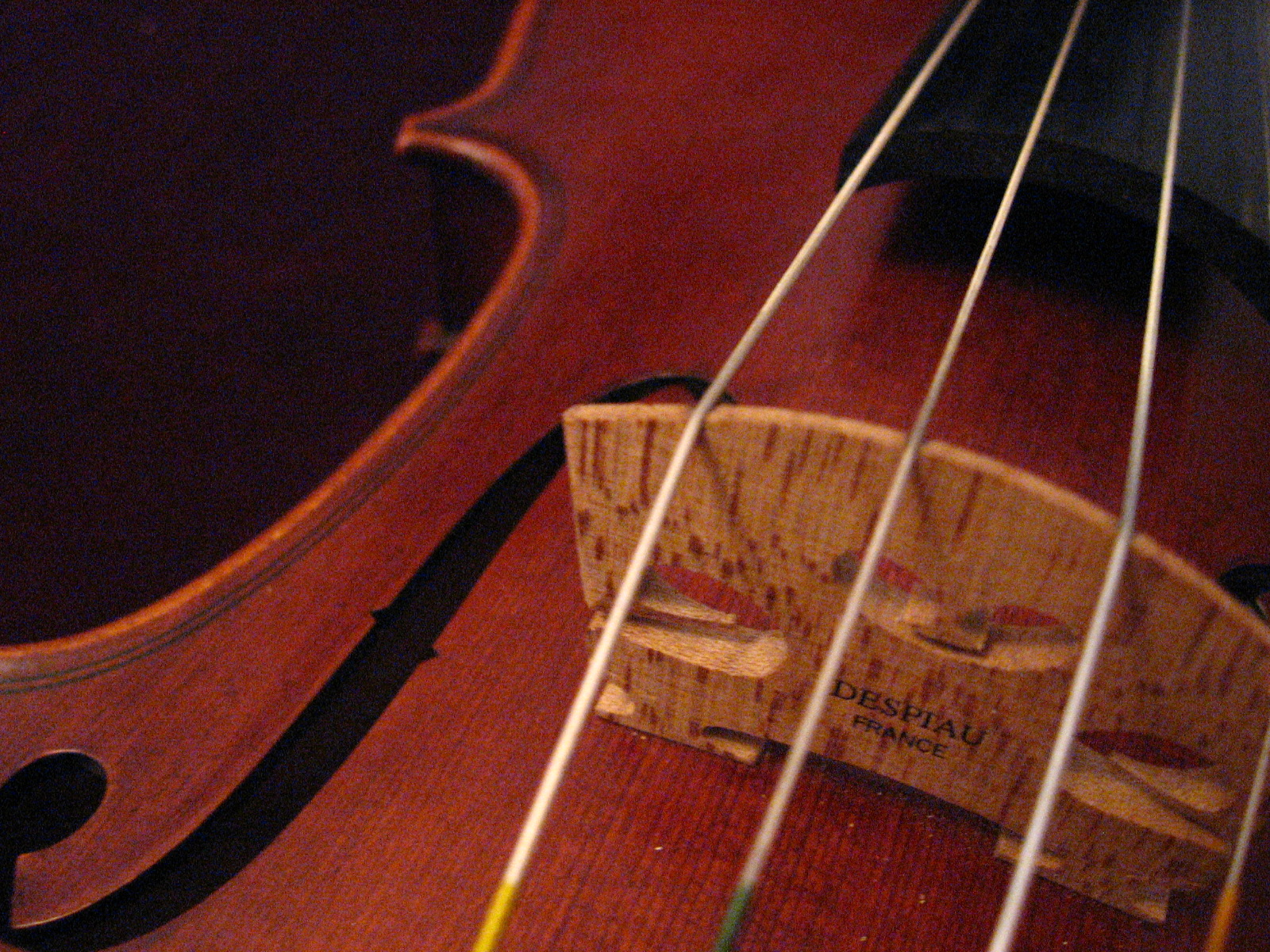
Hegedű húrlába

A legtöbb vonós hangszernél a láb a hangszertető és a húrok közé van beszorítva, a tapadási súrlódás tartja a helyén. A láb talpacskáinak pontosan kell a tetőhöz illeszkedniük. Fontos, hogy a húrok a lábon átfutva bizonyos szögben megtörjenek, hogy kellő nyomóerőt fejtsenek ki rá. A húrok végei a húrtartó közvetítésével itt a hangszer végéhez vannak rögzítve. A húrok vonóval való megszólaltatása megköveteli a magas húrlábat, mivel annak a vonó által gerjesztett, a hangszertetővel nagyjából párhuzamos síkban történő húrrezgést át kell alakítani arra merőleges irányú rezgésre, hogy a hangszertető azt átvehesse. Ennek megvalósításában a lélek is közreműködik.

### Pengetős hangszerek

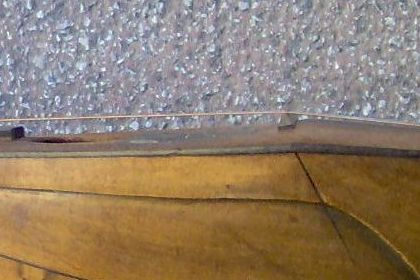
Mandolinláb oldalnézetben

A pengetős hangszerek egy részénél is előfordul ez a megoldás (például mandolin), de itt nem előnyös a túl magas húrláb, ezért esetenként a hangszertető van kissé megtörve, hogy a húrok nyomóereje ennek ellenére biztosítva legyen. Ebben az esetben is fontos, mint a vonósoknál, hogy a láb a lehető legpontosabban a tető görbületéhez illeszkedjen.

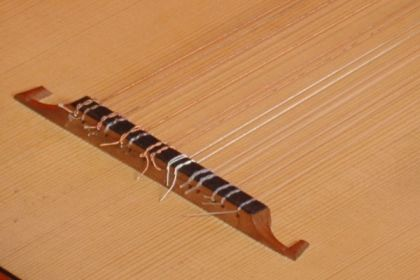
Lant ragasztott húrlába

Más pengetős hangszereknél, ahol viszonylag kisebb a húrok húzóereje (például bélhúrok esetén), csomózásos rendszerű húrlábat alkalmaznak. A húrláb ilyenkor a tetőre van ragasztva, a nyílásain a húrt átfűzik, egyfajta csomóval rögzítik. Ebben az esetben a láb egyben húrtartó is. A lantoknál, régi gitároknál alkalmazták ezt a módszert.

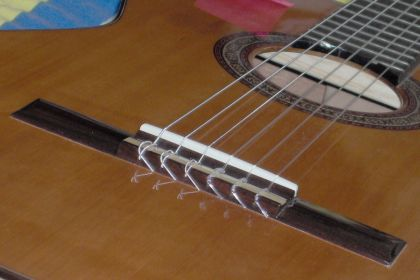
Klasszikus gitár húrláb

A mai akusztikus, klasszikus gitárok többségénél elkülönül egymástól a húrtartó és a húrláb funkciója, de a két rész szorosan egybe van építve. A húrok csomózással vannak rögzítve, majd egy csontból vagy más kemény anyagból készült nyergen megtörve haladnak tovább. Ennek előnye, hogy a nyereg cseréjével a húrok magassága bizonyos határok között beállítható.